# Лунвань
Лунва́нь (кит. упр. 龙湾, пиньинь Lóngwān, палл. драконья бухта) — район городского подчинения городского округа Вэньчжоу провинции Чжэцзян (КНР).

## История
После образования КНР в 1949 году урбанизированная часть уезда Юнцзя была выделена в отдельный город Вэньчжоу, подчинённый напрямую властям провинции Чжэцзян. Постановлением Госсовета КНР в сентябре 1981 года были расформированы город Вэньчжоу и округ Вэньчжоу, и образован городской округ Вэньчжоу; территория бывшего города Вэньчжоу стала Городским (城区) и Пригородным (郊区) районами в его составе.
В 1984 году Городской район был разделён на районы Лучэн и Лунвань.

## Административное деление
Район делится на 11 уличных комитетов.